# Vaunthompsonia meridionalis
Vaunthompsonia meridionalis is een zeekommasoort uit de familie van de Bodotriidae. De wetenschappelijke naam van de soort is voor het eerst geldig gepubliceerd in 1886 door Sars.